# ان‌جی‌سی ۶۲۲
ان‌جی‌سی ۶۲۲ (انگلیسی: NGC 622) یک کهکشان مارپیچی میله‌ای است که در صورت فلکی نهنگ و در فاصله حدود ۲۳۴ میلیون سال نوری از کهکشان راه شیری قرار دارد. این کهکشان توسط ستاره‌شناس بریتانیایی ویلیام هرشل در سال ۱۷۸۵ میلادی کشف شد.